# Martin Terrier
Martin Albert Frédéric Terrier (Armentières, Alta Francia, Francia, 4 de marzo de 1997) es un futbolista francés. Juega de delantero y su equipo es el Bayer 04 Leverkusen de la 1. Bundesliga de Alemania.

## Trayectoria

### Inicios
Comenzó su carrera en las inferiores del S. C. Bailleul. Terrie se cambió al Lille O. S. C. en 2004.

### Lille
Terrier fue llamado al primer equipo del Lille O. S. C. en 2016. Hizo su debut en la Ligue 1 el 22 de octubre de 2016 contra el S. C. Bastia en el Estadio Pierre-Mauroy. Anotó su primer gol profesional en la victoria 4-1 al AS Excelsior en la Copa de Francia, el 7 de enero de 2017. El 29 de abril, anotó su primer gol en la Ligue 1, en el minuto 75 en la victoria 3-0 en la visita al Montpellier H. S. C.

#### Préstamo al Strasbourg
El 18 de agosto de 2017, Terrier fue enviado a préstamo al R. C. Estrasburgo de la Ligue 1 por toda la temporada. Debutó con el club el 27 de agosto en la derrota 2-0 ante el E. A. Guingamp, donde jugó todo el encuentro.

### Lyon

#### Nuevo préstamo al Strasbourg
Fue vendido al Olympique de Lyon por 11 millones de euros el 26 de enero de 2018. Terrier seguiría a préstamo en Etrasburgo hasta el término de la temporada.
Tras dos temporadas en el conjunto lionés, el 6 de julio de 2020 fue traspasado al Stade Rennais F. C., firmando por cinco temporadas con el club bretón.
En julio de 2024, tras haber realizado hasta entonces toda su carrera en Francia y jugado 202 partidos en la Ligue 1, fichó por el Bayer 04 Leverkusen hasta 2029.

## Selección nacional
Jugó en la selección de Francia sub-20 que compitió en la Copa Mundial de Fútbol Sub-20 de 2017 en Corea del Sur.

## Estadísticas

### Clubes
| Club                           | Div.          | Temporada     | Liga  | Liga  | Copas nacionales | Copas nacionales | Copas internacionales | Copas internacionales | Total | Total |
| Club                           | Div.          | Temporada     | Part. | Goles | Part.            | Goles            | Part.                 | Goles                 | Part. | Goles |
| ------------------------------ | ------------- | ------------- | ----- | ----- | ---------------- | ---------------- | --------------------- | --------------------- | ----- | ----- |
| Lille O. S. C. Francia         | 1.ª           | 2016-17       | 11    | 1     | 4                | 1                | 0                     | 0                     | 15    | 2     |
| Lille O. S. C. Francia         | Total club    | Total club    | 11    | 1     | 4                | 1                | 0                     | 0                     | 15    | 2     |
| R. C. Estrasburgo Francia      | 1.ª           | 2017-18       | 25    | 3     | 4                | 1                | —                     | —                     | 29    | 4     |
| R. C. Estrasburgo Francia      | Total club    | Total club    | 25    | 3     | 4                | 1                | —                     | —                     | 29    | 4     |
| Olympique de Lyon Francia      | 1.ª           | 2018-19       | 32    | 9     | 7                | 2                | 3                     | 0                     | 42    | 11    |
| Olympique de Lyon Francia      | 1.ª           | 2019-20       | 23    | 1     | 7                | 4                | 5                     | 1                     | 35    | 6     |
| Olympique de Lyon Francia      | Total club    | Total club    | 55    | 10    | 14               | 6                | 8                     | 1                     | 77    | 17    |
| Stade Rennais F. C. Francia    | 1.ª           | 2020-21       | 34    | 9     | 1                | 0                | 3                     | 0                     | 38    | 9     |
| Stade Rennais F. C. Francia    | 1.ª           | 2021-22       | 37    | 21    | 1                | 0                | 8                     | 0                     | 46    | 21    |
| Stade Rennais F. C. Francia    | 1.ª           | 2022-23       | 16    | 9     | 0                | 0                | 6                     | 3                     | 22    | 12    |
| Stade Rennais F. C. Francia    | 1.ª           | 2023-24       | 24    | 7     | 4                | 1                | 7                     | 1                     | 35    | 9     |
| Stade Rennais F. C. Francia    | Total club    | Total club    | 111   | 46    | 6                | 1                | 24                    | 4                     | 141   | 51    |
| Bayer 04 Leverkusen · Alemania | 1.ª           | 2024-25       | 15    | 2     | 1                | 0                | 4                     | 0                     | 20    | 2     |
| Bayer 04 Leverkusen · Alemania | Total club    | Total club    | 15    | 2     | 1                | 0                | 4                     | 0                     | 20    | 2     |
| Total carrera                  | Total carrera | Total carrera | 217   | 62    | 29               | 9                | 36                    | 5                     | 282   | 76    |
| 1. 2.                          |               |               |       |       |                  |                  |                       |                       |       |       |

### Selección nacional
| Selección      | Temporada     | Encuentros | Encuentros |
| Selección      | Temporada     | Part.      | Goles      |
| -------------- | ------------- | ---------- | ---------- |
| Sub-20 Francia | 2017          | 4          | 1          |
| Sub-20 Francia | Total         | 4          | 1          |
| Sub-21 Francia | 2017-         | 11         | 7          |
| Sub-21 Francia | Total         | 11         | 7          |
| Total carrera  | Total carrera | 15         | 8          |

## Palmarés

### Títulos nacionales
| Título                | Equipo           | País     | Año  |
| --------------------- | ---------------- | -------- | ---- |
| Supercopa de Alemania | Bayer Leverkusen | Alemania | 2024 |